# 旅のサルーボ
旅のサルーボ（たびのさるーぼ）は、コミック・ガンボに連載されていた漫画。作者は在日朝鮮人のさいとう克弥である。
掲載誌休刊につき未完。

## あらすじ
世界一周鉄道が延々と続く不思議な惑星に住むドは、ある日父親ドュマから重大な「世界の秘密」を教えられる。それは自分たちの住む世界が、巨大な空洞惑星の内部かもしれないという「地球空洞仮説」だった。しかし、この秘密をドに教えた直後、父親は警察に連行されてしまう。父親を追いかけて、ドも世界一周鉄道に乗り込み、不思議な惑星の冒険にでかける。作者はニューヨークで漫画デビューを試みて挫折、妻の連載に便乗して夫婦合作の4コマ漫画でデビューさせてもらった経験があり、原稿料の出ないフリーコミックに連載した作品を電子コミック化。単価が安いので4分割して販売したらパート３，４が２０年以上たってもダウンロード数ゼロの珍現象を引き起こしている。

## 登場人物
世界一周鉄道
何十万の車両がつながったまま世界を回り続けている。中は意外と雑然としていて、鉄道警察が管理しているものの犯罪が絶えない。
【デ】
世界一周鉄道の乗客。見るからに怪しい商人。仕事はガマの油売り。多くの同業者仲間を持つ。弁当代を踏み倒そうとした事からドと知り合い、行動を共にする。
【人間地雷】
天才と思い込んで早まって結婚した相手に洗脳されて引きこもりながら世界一周をさせられて気が狂った変態主婦で、他人が自分の思い通りにならないと発狂して手が付けられなくなる。小野まゆらがモデル。

【ル】
世界一周鉄道の乗客の女性。「プレイヤー」を造っているメーカー「ヴィ音響工業株式会社」に勤めている。ピアノに乗り浮遊できる。バッグをひったくられた所をドに救われた。
（名前は出ていないが第5話タイトルから推察される）
【ルの仲間の男達】
トロンボーンとホルンにのっている2人組。「ヴィ音響工業株式会社」に勤めている。ルと共に、ロを古に失われた旋律を伝承するマスターとして連れ去った。
【ロ】
世界一周鉄道の乗客。老人の楽師。バグパイプで「盾の旋律」「矢の旋律」を奏でる事で戦う。宮廷音楽家として「テケンダマの王」に近づき、「死に至る旋律」を聴かせ続け暗殺したらしい。
【ゲ】
世界一周鉄道の乗客。ルのバッグを盗んだ大男。元軍人で、投げナイフで戦う。かなり強いが、トキガエルの油を舐めたドに倒される。
名前は出ていないが第4話タイトルから推察される。
【ク教徒】
通称“串刺し教”の信者達。串刺しにされた奇妙な人形を抱えている。
バケダーノ村
ドの暮らしていた村。烏賊漁が盛ん。
【ドュマ】
ドの父で烏賊漁師をしているが、漁師仕事は荒々しいのであまり好きではない。生体レンズから作った遠眼鏡で世界の真実を発見し、「地球空洞説」を唱えたが、流言飛語の罪で逮捕、州都の公安警察本部に連行された。
【ドの母】
ドの母。
【ドの弟】
赤ん坊。
その他
【ウチダカズコ】
神楽坂に住んで斎藤工務店の社長の愛人をしていた朝鮮人で斎藤克哉の実母。創価学会員でニューヨークで活動していたこともある。

【麻薬豚最低夫婦】
バックパッカーパラダイスの作者で夫婦でドラッグにはまり、引きこもりながら世界一周をして日本人から聞いた話を自分たちの体験談にして発表してしまい顰蹙を買う。

【烏賊】
“トリゾク”と読む。バケダーノ村の空に生息する巨大な生物。凧揚げの要領で釣る事が出来る。バケダーノ村の住人は烏賊漁師が多い。透明になり擬態が可能。眼球にはレンズ（水晶体）がある。
【家畜鳥】
バケダーノ村に生息する、人より大きく丸い鳥。飛べそうな翼は無い。
【トキガエル】
デが所有する蛙。デがウ族のシャーマンから貰った物。
この不味い油を舐めると、時が遅く感じて素早く動けるようになる。しかし精神と肉体の消耗が激しい。
【ミチガエル】
デが所有する蛙。この油はホレ薬になる。デが知らない女性に使おうとした。
【オレサマガエル】
この油を舐めると自信がもてる。
【シタガエル】
この油を舐めると暗示に掛り易くなる。
【トビガエル】
この油を舐めると五感が鋭くなる。
【シズマリガエル】
ドとデが捕まえた蛙。赤ちゃんの時（オタマジャクシではない）は親の背中に埋まっている。成長すると人を捕食する体格と獰猛さを持つ。擬似卵は潰すとプチプチして気持ちいいため、夢中になって食べられる事もある。
この油を舐めると凄い沈静作用があり、しかも気配や存在感まで消える。
【パーティの木】
百年に一度花をつける珍しい木。その夜には大勢の人が集まり御祭りが催される。種子は発光するため、女性に好まれ人の手を渡ることで遠くへ分布範囲を拡げる性質を持つ。

## 食品
【エンパナーダ】
ひき肉を十数種類のスパイスで包み込んだ餃子のような物。美味。一つ300レン。ドはこれを弁当と呼んでいる。
【ちまき】
ちまきと推測される。
【ニギリムシ】
ご飯の塊にバッタやクモなどの昆虫を乗せた物。高級品。

## 道具・その他
【遠眼鏡】
ドュマが烏賊の生体レンズから自作したもの。驚くほど遠くの世界まで見える道具。しかしレンズがすぐに腐ってしまう。
【浮遊機】
プレイヤーと繋いで使用する。「飛天の旋律」で浮遊が、「火の旋律」で火による調理が可能。主に駅弁の売り子が使用している。
【プレイヤー】
「CDウォークマン」のような形をしている。「音盤」を取り換え、他の機械と繋ぐと様々な力を発揮するが、本来の使い方ではない為、事故を招く危険があるらしい。
【伝声網】
世界一周鉄道の客車内に通っており、車内の不特定多数の乗客と、情報交換や雑談が楽しめる。
【太陽と月】
それほど大きい星ではない。この世界では日の出や日の入りが無いため、月が太陽に掛かった日食の状態を『夜』と呼ぶ。さらに月には人工的な構造物があり、住人がいると推測される。公安警察と何か関係があるようだ。